# Långtjärnen (Idre socken, Dalarna, 689676-134337)
Långtjärnen är en sjö i Älvdalens kommun i Dalarna och ingår i Dalälvens huvudavrinningsområde. Sjön har en area på 0,177 kvadratkilometer och ligger 768,1 meter över havet.

## Delavrinningsområde
Långtjärnen ingår i det delavrinningsområde (689668-134231) som SMHI kallar för Mynnar i Grundöjan. Medelhöjden är 765 meter över havet och ytan är 8,36 kvadratkilometer. Det finns inga avrinningsområden uppströms utan avrinningsområdet är högsta punkten. Vattendraget som avvattnar avrinningsområdet har biflödesordning 4, vilket innebär att vattnet flödar genom totalt 4 vattendrag innan det når havet efter 511 kilometer. Avrinningsområdet består mestadels av skog (44 procent) och sankmarker (49 procent). Avrinningsområdet har 0,17 kvadratkilometer vattenytor vilket ger det en sjöprocent på 2,1 procent.